# Fixkauf
Der Fixkauf ist nach deutschem Recht eine spezielle Form eines Kaufvertrags, bei dem die Lieferung der Ware innerhalb einer genau bestimmten Frist oder zu einem festgelegten Termin erfolgen muss. Erbringt der Verkäufer die Leistung nicht innerhalb der gesetzten Frist, so ist der Käufer, falls ein Handelsgeschäft vorliegt, nach § 376 HGB wahlweise zum Rücktritt vom Kaufvertrag oder zum Schadenersatz berechtigt. Erfüllung kann der Käufer beim Handelskauf nach Fristablauf nur verlangen, wenn er dem Gegner sofort nach Fristablauf anzeigt, dass er auf Erfüllung besteht (zum Beispiel durch eine Mahnung). Liegt kein Handelskauf vor, findet beim absoluten Fixgeschäft § 275 BGB (Unmöglichkeit) und beim relativen Fixgeschäft § 323 Abs. 2 Nr. 2 BGB (Rücktritt) Anwendung. 